# Les Tuche 4
Série Les Tuche
Les Tuche 3
(2018) God Save the Tuche
(2025)
Pour plus de détails, voir Fiche technique et Distribution.
Les Tuche 4 est un film de Noël comique français coécrit et réalisé par Olivier Baroux et sorti en 2021.
Il s'agit du quatrième volet de la série de films Les Tuche.

## Synopsis
Jeff Tuche démissionne en direct de son poste de président de la République et la famille reprend une vie plutôt normale. Jeff enseigne à Gigi, son petit-fils, les acronymes des allocations familiales et la pêche à rien, Donald continue de se lancer dans l'écologie, Mamie Suze se met à draguer via une application qui est réservée aux personnes du troisième âge et Stéphanie a ouvert une école de Miss. Wilfried, lui, a décidé d'élever des animaux qu'il a recueillis sur le bord de la route. Georges a fait un autre enfant à Stéphanie, mais il est retenu pour un contrat au Qatar et ne revient qu'à la fin du film.
Un jour, Cathy décide de fêter son anniversaire  et aimerait retrouver sa sœur jumelle, Maguy, qu'elle n'a pas vue depuis dix ans. La raison de cette absence est simple, il y a dix ans, Jeff a emmené le mari de Maguy, Jean-Yves Marteau, à une vente aux enchères mais celui-ci a racheté pour un euro de plus une Nevada Manager qu'il voulait à tout prix, conduisant à une guerre entre eux.
Jean-Yves accepte à contrecœur de revoir Cathy, sachant que Jeff sera là aussi. Le hasard fait qu'il doit rester plusieurs jours avec sa famille, chez les Tuche. Alice, sa fille, se prend de passion pour l'école de Miss de sa cousine. Au matin, la famille prend le petit-déjeuner ensemble mais Jeff et Jean-Yves sont en plein confit entre qui de Magazone et du Père-Noël livre les cadeaux, ce qui mena à une nouvelle dispute quand Jean-Yves nargue Jeff avec sa Nevada Manager puis avant qu'il décide de partir avec Maguy et Alice en disant aux Tuche (surtout devant Gigi) que le Père-Noël n'existe pas. Pour rassurer son petit-fils sur l'existence du Père-Noël, Jeff décide d'emmener Gigi à l'usine du Père-Noël mais Jeff découvre plus tard que Jean-Yves a racheté presque tous les terrains de l'usine du Père-Noël afin d y construire un parking géant qui rassemblerait tous les employés de Magazone, une filiale dont il est le directeur. Sauf un qu'il rachète à son tour afin de redonner goût aux traditions de Noël. Dès lors, Jean-Yves, pour éviter une mutation, décide de tout faire, aidé par Thibault, l'un de ses employés, afin de saboter le plan de Jeff qui a, entre autres, créé un nouveau jouet "Bobo le bâtard".
Voyant les conditions catastrophiques dans lesquelles les ouvriers travaillent, Jean-Yves a prévu un plan, avec l'aide de Thibault. Il appelle l'inspection du travail pour signaler une visite surprise à effectuer, mais son stratagème échoue quand personne n'avoue être rémunéré et que par conséquent, personne ne travaille, grâce à l'intervention de Pierre-Noël, un vieux menuisier que Will considère comme son meilleur ami et qu'il aide à développer son don de menuiserie (Will le prend même pour le père de Pinocchio). L'usine reste alors ouverte et Pierre-Noël se rapproche de Mamie Suze qu'il parvient à comprendre. Jean-Yves a alors une autre idée, infiltrer Thibault comme étant un des ouvriers afin qu'il puisse voler le prototype du jouet, mais là encore, son projet ne fonctionne pas car Jeff apprécie tellement Thibault qu'il va jusqu'à lui faire manger les spécialités de la famille Tuche, ce qui lui vaut d'être hospitalisé pour taux de cholestérol élevé et d'oublier son sac à la maison. En le rapportant à l'église à Jean-Yves, lequel a fait une dépression et s'est empressé de tout avouer à Maguy, Jeff lui confie accidentellement le jouet. Jean-Yves triomphe quand il se rend compte qu'il possède enfin le précieux sésame mais c'est alors que Jeff à l'usine révèle qu'il n'avait aucune intention de le vendre, et voulait seulement le donner aux enfants gratuitement. un soir, Jean-Yves s'introduit dans la fabrique pour provoquer un incendie afin de brûler les jouets mais Pierre-Noël arrive à temps pour le stopper et lui  fait comprendre pourquoi il agit ainsi. C'est tout simplement parce que son père lui a gâché les fêtes de Noël quand il était enfant qu'il se conduit si mal, Jean-Yves réalise son erreur et décide d'abandonner son sabotage et perd alors son poste au profit de Thibault puis il décide de se faire pardonner auprès de Jeff en lui  remettant sa Nevada Manager qui en réalité est une R21 (pas Nevada)
Un peu plus tard, Alice est élue Miss Noël 2020. Jeff et Gigi passent dire aurevoir à Pierre-Noël, lequel était bien le Père-Noël, qui s'en va sur son traîneau, avec Mamie Suze, souhaitant un "Joyeux Noël" et disant "À Bientôt", en français.

## Fiche technique
Sauf indication contraire, les informations mentionnées dans cette section peuvent être confirmées par les bases de données cinématographiques IMDb et Allociné,  présentes dans la section « Liens externes ».
- Titre original : Les Tuche 4
- Réalisation : Olivier Baroux
- Scénario : Olivier Baroux, Nessim Chikhaoui, Julien Hervé, Philippe Mechelen et Jean-Paul Rouve
- Musique : Martin Rappeneau
- Décors : Perinne Barré
- Costumes : Sandra Gutierrez
- Photographie : Christian Abomnes
- Son : Jean-Paul Hurier, Johann Nallet, Christine Charpail
- Montage : Stéphan Couturier
- Production : Richard Grandpierre
  - Production déléguée : Richard Grandpierre et Frédéric Doniguian
  - Production associée : Marie de Cenival
  - Coproduction : Ardavan Safaee
- Sociétés de production[1] : Eskwad, Pathé Films et TF1 Films Production, avec la participation de Canal+, Ciné+, TF1 et TMC
- Sociétés de distribution[2] : Pathé Distribution (France) ; Alternative Films (Belgique) ; Pathé Films AG (Suisse romande)
- Budget : 16,97 millions[3]
- Pays de production :  France
- Langue originale : français
- Format[4] : couleur - 35 mm - 2,35:1 (Cinémascope)
- Genre : comédie
- Durée : 101 minutes
- Dates de sortie[5] :
  - France, Belgique et Suisse romande : 9 décembre 2021[6],[7]
- Classification[8] :
  - France : tous publics[9]
  - Belgique : tous publics (Alle Leeftijden)[6]
  - Suisse romande : interdit aux moins de 8 ans[10]

## Distribution
Sauf indication contraire, les informations mentionnées dans cette section peuvent être confirmées par la base de données cinématographiques Allociné,  présente dans la section « Liens externes ».
- Jean-Paul Rouve : Jeff Tuche
- Isabelle Nanty : Cathy Tuche / Maguy Marteau
- Claire Nadeau : Mamie Suze
- Sarah Stern : Stéphanie Tuche
- Pierre Lottin : Wilfried Tuche
- Théo Fernandez : Donald Tuche
- Michel Blanc : Jean-Yves Marteau
- Jérémy Lopez : Thibault
- Olivier Baroux : Monnier
- François Berléand : Pierre Noël/ Père Noël
- Lenny Joubij : Jiji Tuche
- Guillaume Bouchède : Bernard Limarol, Le propriétaire de l'usine de jouets « Limarol »
- Lou Ruat : Miss Christelle
- Ralph Amoussou : Georges Diouf
- Lila Poulet-Berenfeld : Alice Marteau
- Claudette Walker : La dame senior de la pub
- Michel Vivier : L’homme senior de la pub
- Alain Dorval : La voix-of de la pub de la R21

## Production

### Préproduction
En février 2019, le réalisateur Olivier Baroux confirme qu'un quatrième volet de sa série de films Les Tuche est prévu et que l'histoire se passera pendant les fêtes de Noël.

### Tournage
Le début du tournage est prévu en février 2020. Le synopsis officiel et la présence de Michel Blanc, François Berléand et Lou Ruat au casting sont dévoilés le 24 janvier.
Le tournage est arrêté en raison de la pandémie de Covid-19. Mais il est annoncé en mai 2020 qu'il reprendra au cours du mois de juin 2020, avec quelques scènes réécrites ou supprimées, car une centaine de figurants étaient prévus. Le tournage reprend finalement son cours le 17 juin 2020. Les scènes de l'usine du Père Noël sont tournées à La distillerie de Frémainville, dans le Val-d'Oise.

## Accueil

### Sortie
Le film est initialement prévu en France le 9 décembre 2020. En raison de la pandémie de Covid-19, alors que la fermeture des salles de cinéma a été annoncée par le gouvernement, il est repoussé au 16 décembre 2020, puis une nouvelle fois repoussé au 3 février 2021. Il est finalement repoussé d'un an, avec une sortie le 9 décembre 2021.

### Box-office
| Pays ou région | Box-office        | Date d'arrêt du box-office | Nombre de semaines |
| -------------- | ----------------- | -------------------------- | ------------------ |
| France         | 2 436 419 entrées | 22 février 2022            | 11                 |
| Total mondial  | 10 022 374 $      | 22 février 2022            | 11                 |

## Récompenses

### Sélections
- Festival international du film de comédie de l'Alpe d'Huez 2021 : Le Label Sélection Officielle - Festival de l'Alpe d'Huez 2021[17].